# James Lloyd (politikus, 1769–1831)
James Lloyd (Suffolk megye, 1769. december – New York, 1831. április 5.) az Amerikai Egyesült Államok Massachusetts államának szenátora.